# Garden (Summer Edit)
Garden ~Summer Edit~ è un brano musicale del gruppo musicale giapponese Flow, pubblicato come loro ottavo singolo il 3 agosto 2005, ed incluso nell'album Golden Coast. Il singolo ha raggiunto la cinquantesima posizione della classifica Oricon dei singoli più venduti in Giappone, vendendo 3,454 copie.

## Tracce
CD Singolo KSCL-847 
1. Garden ~Summer Edit~
2. Since...
3. Garden ~Vocalless Mix~

## Classifiche
| Classifica (2005) | Posizione più alta |
| ----------------- | ------------------ |
| Giappone (Oricon) | 50                 |